# Liste der Nummer-eins-Hits in Ungarn (2020)
Dies ist eine Liste der Nummer-eins-Hits in Ungarn im Jahr 2020. Sie basiert auf der Top 40 album-, DVD- és válogatáslemez-lista und der Rádiós Top 40 játszási lista der Magyar Hanglemezkiadók Szövetsége (Mahasz), dem ungarischen Vertreter der International Federation of the Phonographic Industry.

## Singles
| ← 2019 ← | Liste der Nummer-eins-Hits in Ungarn | Liste der Nummer-eins-Hits in Ungarn | Liste der Nummer-eins-Hits in Ungarn | 2021 →                    |
| \| Zeitraum \| Wo. ges. \| Interpret \| Titel Autor(en) \| Zusätzliche Informationen \| \| (Zeitraum, Wochen auf Platz eins, Interpret, Titel, Autor[en], zusätzliche Informationen) \| \| \| \| \| \| ----------------------------------------------------------------------------------------- \| -------- \| --------------------------------- \| ------------------------------------------------------------------------------------------------------------------------------------------------------------------------------------------------------------------------ \| ------------------------- \| \| 6. Dezember 2019 – 6. Februar 2020 9 Wochen (insgesamt 10) \| 10 \| Tones and I \| Dance Monkey Toni Watson \| – \| \| 7. Februar 2019 – 13. Februar 2020 1 Woche (insgesamt 9) \| 9 \| Riton × Oliver Heldens feat. Vula \| Turn Me On Ronald Tyson, Allan Wayne Felder, Norman Ray Harris, Vincent Clarke, Iman Ellinor Conta Hulten, Oliver Heldens, Henry Oliver Smithson \| – \| \| 14. Februar 2019 – 5. März 2020 3 Wochen (insgesamt 5) \| 5 \| Dua Lipa \| Don’t Start Now Emily Warren Schwartz, Ailin Caroline, Ian Eric Kirkpatrick, Dua Lipa \| – \| \| 6. März 2019 – 19. März 2020 2 Wochen (insgesamt 9) \| 9 \| Riton × Oliver Heldens feat. Vula \| Turn Me On Ronald Tyson, Allan Wayne Felder, Norman Ray Harris, Vincent Clarke, Iman Ellinor Conta Hulten, Oliver Heldens, Henry Oliver Smithson \| – \| \| 20. März 2019 – 26. März 2020 1 Woche (insgesamt 5) \| 5 \| Dua Lipa \| Don’t Start Now Emily Warren Schwartz, Ailin Caroline, Ian Eric Kirkpatrick, Dua Lipa \| – \| \| 27. März 2019 – 2. April 2020 1 Woche (insgesamt 9) \| 9 \| Riton × Oliver Heldens feat. Vula \| Turn Me On Ronald Tyson, Allan Wayne Felder, Norman Ray Harris, Vincent Clarke, Iman Ellinor Conta Hulten, Oliver Heldens, Henry Oliver Smithson \| – \| \| 3. April 2019 – 9. April 2020 1 Woche (insgesamt 5) \| 5 \| Dua Lipa \| Don’t Start Now Emily Warren Schwartz, Ailin Caroline, Ian Eric Kirkpatrick, Dua Lipa \| – \| \| 10. April 2019 – 14. Mai 2020 5 Wochen (insgesamt 9) \| 9 \| Riton × Oliver Heldens feat. Vula \| Turn Me On Ronald Tyson, Allan Wayne Felder, Norman Ray Harris, Vincent Clarke, Iman Ellinor Conta Hulten, Oliver Heldens, Henry Oliver Smithson \| – \| \| 15. Mai 2020 – 18. Juni 2020 5 Wochen \| 5 \| The Weeknd \| Blinding Lights Ahmad Balshe, Oscar Thomas Holter, Max Martin, Jason Matthew Quenneville, Abel Tesfaye \| – \| \| 19. Juni 2020 – 24. September 2020 14 Wochen \| 14 \| Topic feat. A7S \| Breaking Me Molly Irvine, René Müller, Tobias Topic, Alexander Michael Tidebrink Stomberg \| – \| \| 25. September 2020 – 8. Oktober 2020 2 Wochen \| 2 \| Nea \| Some Say Musik: Henrik Meinke, Jonas Kalisch, Alexsej Vlasenko, Jeremy Chacon, Vincent Kottkamp, Gianfranco Randone, Maurizio Lobina, Massimo Gabutti; Text: Bryn Louie Christopher, Linnea Anna Södahl, Maurizio Lobina \| – \| \| 9. Oktober 2020 – 15. Oktober 2020 1 Woche \| 1 \| Ava Max \| Kings & Queens Jakob Isura Erixson, Nadir Khayat, Desmond Child, Brett Leland McLaughlin, Madison Emko Love, Henry Russell Walter, Amanda Koci, Mimoza Blinsson, Hillary Beth Bernstein \| – \| \| 16. Oktober 2020 – 10. Dezember 2020 8 Wochen (insgesamt 12) \| 12 \| Joel Corry feat. MNEK \| Head & Heart Joe Louis Corry, Neave Applebaum, Lewis Daniel Thompson, Uzoechi Osisioma Emenike, Kashif Siddiqui, Jonathan Courtidis, Daniel Lee Dare, Robert Michael Nelson Harvey \| – \| \| 11. Dezember 2020 – 17. Dezember 2020 1 Woche (insgesamt 2) \| 2 \| Miley Cyrus \| Midnight Sky Jonathan David Bellion, Alexandra Leah Tamposi, Ilsey Anna Juber, Andrew Watt, Miley Cyrus, Louis Bell \| – \| \| 18. Dezember 2020 – 24. Dezember 2020 1 Woche (insgesamt 5) \| 5 \| Meduza feat. Dermot Kennedy \| Paradise Dermot Joseph Kennedy, Luca De Gregorio, Mattia Vitale, Simone Giani, Joshua Alexander Grimmett, Connor Blake Manning, Daniel Caplen, Gerard David O’Connell, Wayne Hector \| – \| \| 25. Dezember 2020 – 31. Dezember 2020 1 Woche (insgesamt 2) \| 2 \| Miley Cyrus \| Midnight Sky Jonathan David Bellion, Alexandra Leah Tamposi, Ilsey Anna Juber, Andrew Watt, Miley Cyrus, Louis Bell \| – \| |                                      |                                      | |                           |
| ← 2019 |                                      |                                      | | → 2021 →                  |
| Zeitraum | Wo. ges.                             | Interpret                            | Titel Autor(en) | Zusätzliche Informationen |
| (Zeitraum, Wochen auf Platz eins, Interpret, Titel, Autor[en], zusätzliche Informationen) |                                      |                                      | |                           |
| 6. Dezember 2019 – 6. Februar 2020 9 Wochen (insgesamt 10) | 10                                   | Tones and I                          | Dance Monkey Toni Watson | –                         |
| 7. Februar 2019 – 13. Februar 2020 1 Woche (insgesamt 9) | 9                                    | Riton × Oliver Heldens feat. Vula    | Turn Me On Ronald Tyson, Allan Wayne Felder, Norman Ray Harris, Vincent Clarke, Iman Ellinor Conta Hulten, Oliver Heldens, Henry Oliver Smithson                                                                         | –                         |
| 14. Februar 2019 – 5. März 2020 3 Wochen (insgesamt 5) | 5                                    | Dua Lipa                             | Don’t Start Now Emily Warren Schwartz, Ailin Caroline, Ian Eric Kirkpatrick, Dua Lipa | –                         |
| 6. März 2019 – 19. März 2020 2 Wochen (insgesamt 9) | 9                                    | Riton × Oliver Heldens feat. Vula    | Turn Me On Ronald Tyson, Allan Wayne Felder, Norman Ray Harris, Vincent Clarke, Iman Ellinor Conta Hulten, Oliver Heldens, Henry Oliver Smithson                                                                         | –                         |
| 20. März 2019 – 26. März 2020 1 Woche (insgesamt 5) | 5                                    | Dua Lipa                             | Don’t Start Now Emily Warren Schwartz, Ailin Caroline, Ian Eric Kirkpatrick, Dua Lipa | –                         |
| 27. März 2019 – 2. April 2020 1 Woche (insgesamt 9) | 9                                    | Riton × Oliver Heldens feat. Vula    | Turn Me On Ronald Tyson, Allan Wayne Felder, Norman Ray Harris, Vincent Clarke, Iman Ellinor Conta Hulten, Oliver Heldens, Henry Oliver Smithson                                                                         | –                         |
| 3. April 2019 – 9. April 2020 1 Woche (insgesamt 5) | 5                                    | Dua Lipa                             | Don’t Start Now Emily Warren Schwartz, Ailin Caroline, Ian Eric Kirkpatrick, Dua Lipa | –                         |
| 10. April 2019 – 14. Mai 2020 5 Wochen (insgesamt 9) | 9                                    | Riton × Oliver Heldens feat. Vula    | Turn Me On Ronald Tyson, Allan Wayne Felder, Norman Ray Harris, Vincent Clarke, Iman Ellinor Conta Hulten, Oliver Heldens, Henry Oliver Smithson                                                                         | –                         |
| 15. Mai 2020 – 18. Juni 2020 5 Wochen | 5                                    | The Weeknd                           | Blinding Lights Ahmad Balshe, Oscar Thomas Holter, Max Martin, Jason Matthew Quenneville, Abel Tesfaye | –                         |
| 19. Juni 2020 – 24. September 2020 14 Wochen | 14                                   | Topic feat. A7S                      | Breaking Me Molly Irvine, René Müller, Tobias Topic, Alexander Michael Tidebrink Stomberg | –                         |
| 25. September 2020 – 8. Oktober 2020 2 Wochen | 2                                    | Nea                                  | Some Say Musik: Henrik Meinke, Jonas Kalisch, Alexsej Vlasenko, Jeremy Chacon, Vincent Kottkamp, Gianfranco Randone, Maurizio Lobina, Massimo Gabutti; Text: Bryn Louie Christopher, Linnea Anna Södahl, Maurizio Lobina | –                         |
| 9. Oktober 2020 – 15. Oktober 2020 1 Woche | 1                                    | Ava Max                              | Kings & Queens Jakob Isura Erixson, Nadir Khayat, Desmond Child, Brett Leland McLaughlin, Madison Emko Love, Henry Russell Walter, Amanda Koci, Mimoza Blinsson, Hillary Beth Bernstein                                  | –                         |
| 16. Oktober 2020 – 10. Dezember 2020 8 Wochen (insgesamt 12) | 12                                   | Joel Corry feat. MNEK                | Head & Heart Joe Louis Corry, Neave Applebaum, Lewis Daniel Thompson, Uzoechi Osisioma Emenike, Kashif Siddiqui, Jonathan Courtidis, Daniel Lee Dare, Robert Michael Nelson Harvey                                       | –                         |
| 11. Dezember 2020 – 17. Dezember 2020 1 Woche (insgesamt 2) | 2                                    | Miley Cyrus                          | Midnight Sky Jonathan David Bellion, Alexandra Leah Tamposi, Ilsey Anna Juber, Andrew Watt, Miley Cyrus, Louis Bell | –                         |
| 18. Dezember 2020 – 24. Dezember 2020 1 Woche (insgesamt 5) | 5                                    | Meduza feat. Dermot Kennedy          | Paradise Dermot Joseph Kennedy, Luca De Gregorio, Mattia Vitale, Simone Giani, Joshua Alexander Grimmett, Connor Blake Manning, Daniel Caplen, Gerard David O’Connell, Wayne Hector                                      | –                         |
| 25. Dezember 2020 – 31. Dezember 2020 1 Woche (insgesamt 2) | 2                                    | Miley Cyrus                          | Midnight Sky Jonathan David Bellion, Alexandra Leah Tamposi, Ilsey Anna Juber, Andrew Watt, Miley Cyrus, Louis Bell | –                         |

## Alben
| ← 2019 ← | Liste der Nummer-eins-Hits in Ungarn | Liste der Nummer-eins-Hits in Ungarn | Liste der Nummer-eins-Hits in Ungarn   | 2021 → |
| \| Zeitraum \| Wo. ges. \| Interpret \| Titel \| Zusätzliche Informationen \| \| (Zeitraum, Wochen auf Platz eins, Interpret, Titel, zusätzliche Informationen) \| \| \| \| \| \| ------------------------------------------------------------------------------ \| -------- \| ------------------------------- \| -------------------------------------- \| -------------------------------------------------------------------------------------------------------------------------------------------------------------------------------------------------------------------------------------------------------------------------- \| \| 27. Dezember 2019 – 2. Januar 2020 1 Woche \| 1 \| Szabyest \| Dilemma \| – \| \| 3. Januar 2020 – 9. Januar 2020 1 Woche (insgesamt 11) \| 11 \| Tankcsapda \| Liliput Hollywood \| – \| \| 10. Januar 2020 – 16. Januar 2020 1 Woche (insgesamt 7) \| 7 \| Ákos \| Idősziget \| – \| \| 17. Januar 2020 – 23. Januar 2020 1 Woche \| 1 \| Jazz+Az \| Kalózok \| Die Crossover-Band war bereits Ende der 1990er mit Filmmusik, unter anderem zum Film Kalózok, bekannt geworden, hatte sich aber 2000 wieder aufgelöst. Ein Wiedervereinigungskonzert in Budapest bringt das Soundtrackalbum nach 21 Jahren ein zweites Mal auf Platz 1.[1] \| \| 24. Januar 2020 – 30. Januar 2020 1 Woche (insgesamt 7) \| 7 \| Ákos \| Idősziget \| – \| \| 31. Januar 2020 – 13. Februar 2020 2 Wochen (insgesamt 11) \| 11 \| Tankcsapda \| Liliput Hollywood \| – \| \| 14. Februar 2020 – 20. Februar 2020 1 Woche \| 1 \| Pøla \| Ki vagyok én? \| – \| \| 21. Februar 2020 – 27. Februar 2020 1 Woche \| 1 \| BTS \| Map of the Soul: 7 \| – \| \| 28. Februar 2020 – 12. März 2020 2 Wochen \| 2 \| Magna Cum Laude \| A leghosszabb perc \| – \| \| 13. März 2020 – 19. März 2020 1 Woche (insgesamt 2) \| 2 \| Romantikus Erőszak \| Nemzeti Dal Ünnep \| – \| \| 20. März 2020 – 26. März 2020 1 Woche (insgesamt 2) \| 2 \| (Verschiedene Interpreten) \| Nagy házibuli lemez III. \| – \| \| 27. März 2020 – 2. April 2020 1 Woche (insgesamt 2) \| 2 \| Romantikus Erőszak \| Nemzeti Dal Ünnep \| – \| \| 3. April 2020 – 16. April 2020 2 Wochen (insgesamt 2) \| 2 \| Verschiedene Interpreten \| Nagy házibuli lemez III. \| – \| \| 17. April 2020 – 25. Juni 2020 10 Wochen (insgesamt 7) \| 7 \| Ossian \| Csak a jót \| – \| \| 29. Mai 2020 – 18. Juni 2020 3 Wochen (insgesamt 11) \| 11 \| Attila \| Best of 2010 – 2015 \| – \| \| 19. Juni 2020 – 25. Juni 2020 1 Woche (insgesamt 7) \| 7 \| Ossian \| Csak a jót \| – \| \| 26. Juni 2020 – 2. Juli 2020 1 Woche (insgesamt 11) \| 11 \| Attila \| Best of 2010 – 2015 \| – \| \| 3. Juli 2020 – 9. Juli 2020 1 Woche \| 1 \| Dua Lipa \| Future Nostalgia \| – \| \| 10. Juli 2020 – 13. August 2020 5 Wochen (insgesamt 11) \| 11 \| Attila \| Best of 2010 – 2015 \| – \| \| 14. August 2020 – 20. August 2020 1 Woche \| 1 \| (Verschiedene Interpreten) \| Kívánságpiac No. 1. \| – \| \| 21. August 2020 – 27. August 2020 1 Woche (insgesamt 11) \| 11 \| Attila \| Best of 2010 – 2015 \| – \| \| 28. August 2020 – 10. September 2020 2 Wochen \| 2 \| Junkies \| Káros az egészségre 25 \| – \| \| 11. September 2020 – 17. September 2020 1 Woche \| 1 \| ManDoki Soulmates \| Living in the Gap + Hungarian Pictures \| – \| \| 18. September 2020 – 24. September 2020 1 Woche (insgesamt 11) \| 11 \| Attila \| Best of 2010 – 2015 \| – \| \| 25. September 2020 – 29. Oktober 2020 5 Wochen \| 5 \| Ákos \| Idősziget Koncert (Dupla Aréna 2019) \| – \| \| 30. Oktober 2019 – 5. November 2019 1 Woche \| 1 \| Kowalsky meg a Vega \| Esszencia \| – \| \| 6. November 2019 – 12. November 2019 1 Woche \| 1 \| Kalapács \| Világvégre \| – \| \| 13. November 2019 – 19. November 2019 1 Woche \| 1 \| AC/DC \| Power Up \| – \| \| 20. November 2020 – 17. Dezember 2020 4 Wochen (insgesamt 10) \| 10 \| Omega \| Testamentum \| – \| \| 18. Dezember 2020 – 24. Dezember 2020 1 Woche \| 1 \| Kovács Gyopár & OliverFromEarth \| Karácsony \| – \| \| 25. Dezember 2020 – 14. Januar 2021 3 Wochen (insgesamt 10) \| 10 \| Omega \| Testamentum \| – \| |                                      |                                      |                                        | |
| ← 2019 |                                      |                                      |                                        | → 2021 → |
| Zeitraum | Wo. ges.                             | Interpret                            | Titel                                  | Zusätzliche Informationen |
| (Zeitraum, Wochen auf Platz eins, Interpret, Titel, zusätzliche Informationen) |                                      |                                      |                                        | |
| 27. Dezember 2019 – 2. Januar 2020 1 Woche | 1                                    | Szabyest                             | Dilemma                                | – |
| 3. Januar 2020 – 9. Januar 2020 1 Woche (insgesamt 11) | 11                                   | Tankcsapda                           | Liliput Hollywood                      | – |
| 10. Januar 2020 – 16. Januar 2020 1 Woche (insgesamt 7) | 7                                    | Ákos                                 | Idősziget                              | – |
| 17. Januar 2020 – 23. Januar 2020 1 Woche | 1                                    | Jazz+Az                              | Kalózok                                | Die Crossover-Band war bereits Ende der 1990er mit Filmmusik, unter anderem zum Film Kalózok, bekannt geworden, hatte sich aber 2000 wieder aufgelöst. Ein Wiedervereinigungskonzert in Budapest bringt das Soundtrackalbum nach 21 Jahren ein zweites Mal auf Platz 1. |
| 24. Januar 2020 – 30. Januar 2020 1 Woche (insgesamt 7) | 7                                    | Ákos                                 | Idősziget                              | – |
| 31. Januar 2020 – 13. Februar 2020 2 Wochen (insgesamt 11) | 11                                   | Tankcsapda                           | Liliput Hollywood                      | – |
| 14. Februar 2020 – 20. Februar 2020 1 Woche | 1                                    | Pøla                                 | Ki vagyok én?                          | – |
| 21. Februar 2020 – 27. Februar 2020 1 Woche | 1                                    | BTS                                  | Map of the Soul: 7                     | – |
| 28. Februar 2020 – 12. März 2020 2 Wochen | 2                                    | Magna Cum Laude                      | A leghosszabb perc                     | – |
| 13. März 2020 – 19. März 2020 1 Woche (insgesamt 2) | 2                                    | Romantikus Erőszak                   | Nemzeti Dal Ünnep                      | – |
| 20. März 2020 – 26. März 2020 1 Woche (insgesamt 2) | 2                                    | (Verschiedene Interpreten)           | Nagy házibuli lemez III.               | – |
| 27. März 2020 – 2. April 2020 1 Woche (insgesamt 2) | 2                                    | Romantikus Erőszak                   | Nemzeti Dal Ünnep                      | – |
| 3. April 2020 – 16. April 2020 2 Wochen (insgesamt 2) | 2                                    | Verschiedene Interpreten             | Nagy házibuli lemez III.               | – |
| 17. April 2020 – 25. Juni 2020 10 Wochen (insgesamt 7) | 7                                    | Ossian                               | Csak a jót                             | – |
| 29. Mai 2020 – 18. Juni 2020 3 Wochen (insgesamt 11) | 11                                   | Attila                               | Best of 2010 – 2015                    | – |
| 19. Juni 2020 – 25. Juni 2020 1 Woche (insgesamt 7) | 7                                    | Ossian                               | Csak a jót                             | – |
| 26. Juni 2020 – 2. Juli 2020 1 Woche (insgesamt 11) | 11                                   | Attila                               | Best of 2010 – 2015                    | – |
| 3. Juli 2020 – 9. Juli 2020 1 Woche | 1                                    | Dua Lipa                             | Future Nostalgia                       | – |
| 10. Juli 2020 – 13. August 2020 5 Wochen (insgesamt 11) | 11                                   | Attila                               | Best of 2010 – 2015                    | – |
| 14. August 2020 – 20. August 2020 1 Woche | 1                                    | (Verschiedene Interpreten)           | Kívánságpiac No. 1.                    | – |
| 21. August 2020 – 27. August 2020 1 Woche (insgesamt 11) | 11                                   | Attila                               | Best of 2010 – 2015                    | – |
| 28. August 2020 – 10. September 2020 2 Wochen | 2                                    | Junkies                              | Káros az egészségre 25                 | – |
| 11. September 2020 – 17. September 2020 1 Woche | 1                                    | ManDoki Soulmates                    | Living in the Gap + Hungarian Pictures | – |
| 18. September 2020 – 24. September 2020 1 Woche (insgesamt 11) | 11                                   | Attila                               | Best of 2010 – 2015                    | – |
| 25. September 2020 – 29. Oktober 2020 5 Wochen | 5                                    | Ákos                                 | Idősziget Koncert (Dupla Aréna 2019)   | – |
| 30. Oktober 2019 – 5. November 2019 1 Woche | 1                                    | Kowalsky meg a Vega                  | Esszencia                              | – |
| 6. November 2019 – 12. November 2019 1 Woche | 1                                    | Kalapács                             | Világvégre                             | – |
| 13. November 2019 – 19. November 2019 1 Woche | 1                                    | AC/DC                                | Power Up                               | – |
| 20. November 2020 – 17. Dezember 2020 4 Wochen (insgesamt 10) | 10                                   | Omega                                | Testamentum                            | – |
| 18. Dezember 2020 – 24. Dezember 2020 1 Woche | 1                                    | Kovács Gyopár & OliverFromEarth      | Karácsony                              | – |
| 25. Dezember 2020 – 14. Januar 2021 3 Wochen (insgesamt 10) | 10                                   | Omega                                | Testamentum                            | – |